# Klaas Balk

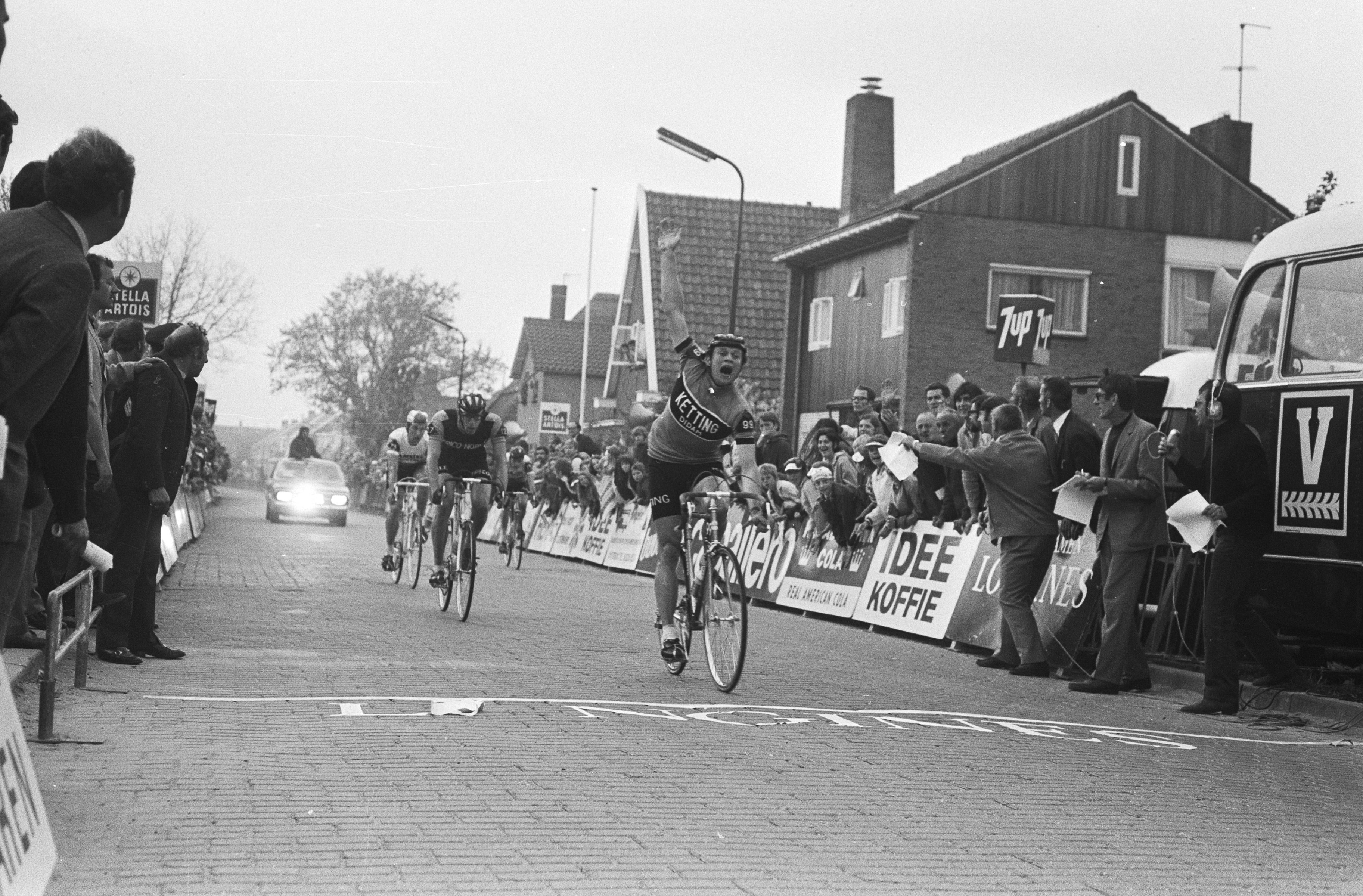
Balk gewinnt 1971 eine Etappe der Olympia’s Tour

Klaas Cornelis Hendrik Balk (* 27. Dezember 1948 in Badhoevedorp) ist ein ehemaliger niederländischer Radrennfahrer.

## Sportliche Laufbahn
Viermal wurde Klaas Balk niederländischer Meister auf der Bahn: 1967, 1969 und 1970 im 1000-Meter-Zeitfahren sowie 1972 im Tandemrennen, gemeinsam mit Peter van Doorn. 1969 belegte er bei den Bahn-Weltmeisterschaften in Brno im Zeitfahren Rang drei. Balk fuhr erfolgreich Sechstagerennen für Amateure. Er gewann unter anderem das Rennen in Gent mit Christian Brasseur als Partner.
1968 sowie 1972 startete Balk bei Olympischen Sommerspielen. 1972, bei den Olympischen Sommerspielen in München, wurde er Vierter im Sprint. Anschließend wurde er für drei Jahre Profi-Rennfahrer. In dieser Zeit fuhr er auch erfolgreich Straßenrennen. So gewann er 1971 und 1972 jeweils eine Etappe der Olympia’s Tour. 1973 wurde er Vize-Europameister im Zweier-Mannschaftsfahren, gemeinsam mit René Pijnen.
1975 musste Klaas Balk seine Radsportlaufbahn beenden, nachdem er von einem Auto angefahren worden war und zahlreiche Verletzungen erlitten hatte.

## Nach dem Sport
1976 eröffnete Klaas Balk in Anwesenheit seines Rennfahrerkollegen Jan Janssen das Fahrradgeschäft Balk Rijwielen  in Nieuw-Vennep, das er bis 2005 betrieb. Er initiierte ein regionales Trainingszentrum für junge Radrennfahrer, die er auch trainierte. Ein Hobby von ihm sind Pferde, und er engagiert sich für therapeutisches Reiten.

## Erfolge

### Bahn
1967
- Niederländischer Amateur-Meister – 1000-Meter-Zeitfahren

1969
- Amateur-Weltmeisterschaft – 1000-Meter-Zeitfahren
- Niederländischer Amateur-Meister – 1000-Meter-Zeitfahren

1970
- Niederländischer Amateur-Meister – 1000-Meter-Zeitfahren
- Niederländischer Meister – Tandemrennen (mit Peter van Doorn)

1973
- Europameisterschaft – Zweier-Mannschaftsfahren (mit René Pijnen)

### Straße
1971
- eine Etappe Olympia’s Tour

1972
- eine Etappe Olympia’s Tour

## Teams
- 1972 Wybert-Läkero
- 1973 Kela Tapijt
- 1974 Robot-Gazelle
- 1974–75 Ormas-Sharp